# Cantone di Lalinde
Il Cantone di Lalinde è una divisione amministrativa dell'arrondissement di Bergerac.
A seguito della riforma approvata con decreto del 21 febbraio 2014, che ha avuto attuazione dopo le elezioni dipartimentali del 2015, è passato da 14 a 49 comuni.

## Composizione
I 14 comuni facenti parte prima della riforma del 2014 erano:
- Baneuil
- Cause-de-Clérans
- Couze-et-Saint-Front
- Lalinde
- Lanquais
- Liorac-sur-Louyre
- Mauzac-et-Grand-Castang
- Pressignac-Vicq
- Saint-Agne
- Saint-Capraise-de-Lalinde
- Saint-Félix-de-Villadeix
- Saint-Marcel-du-Périgord
- Varennes
- Verdon

Dal 2015 i comuni appartenenti al cantone sono passati a 49, ridottisi poi ai seguenti 46 dal 1º gennaio 2016 per effetto della fusione dei comuni di Beaumont-du-Périgord, Labouquerie, Nojals-et-Clotte e Sainte-Sabine-Born a formare il nuovo comune di Beaumontois-en-Périgord:
- Alles-sur-Dordogne
- Badefols-sur-Dordogne
- Baneuil
- Bayac
- Beaumontois-en-Périgord
- Biron
- Bouillac
- Bourniquel
- Le Buisson-de-Cadouin
- Calès
- Capdrot
- Cause-de-Clérans
- Couze-et-Saint-Front
- Gaugeac
- Lalinde
- Lanquais
- Lavalade
- Liorac-sur-Louyre
- Lolme
- Marsalès
- Mauzac-et-Grand-Castang
- Molières
- Monpazier
- Monsac
- Montferrand-du-Périgord
- Naussannes
- Pezuls
- Pontours
- Pressignac-Vicq
- Rampieux
- Saint-Agne
- Saint-Avit-Rivière
- Saint-Avit-Sénieur
- Saint-Capraise-de-Lalinde
- Saint-Cassien
- Saint-Félix-de-Villadeix
- Saint-Marcel-du-Périgord
- Saint-Marcory
- Saint-Romain-de-Monpazier
- Sainte-Croix
- Sainte-Foy-de-Longas
- Soulaures
- Urval
- Varennes
- Verdon
- Vergt-de-Biron